# Christmas Tree
„Christmas Tree” – utwór w wykonaniu amerykańskiej piosenkarki Lady Gagi z gościnnym udziałem brytyjskiego DJ-a Space Cowboya. Piosenka została wydana w formacie digital download, napisana przez Gagę, Space Cowboya i Kierszenbauma. Utwór utrzymany w electropopowym tempie został wydany przez Interscope, a wyprodukowany przez Space Cowboya i Kierszenbauma z Cherrytree Records.
Od grudnia 2009 roku „Christmas Tree” można kupić na Amazon.com jako część promocji „25 Days of Free”. Utwór został również wydany na kilku świątecznych składankach. Na Canadian Hot 100 utwór znalazł się na 79 pozycji w styczniu 2009 roku. Piosenka otrzymała mieszane recenzje.

## Tło
„Chritmas Tree” to utwór o tamatyce świątecznej wyposażony w wokal Gagi i Space Cowboya. Napisana przez Lady Gagę, Space Cowboya i Martina Kierszebauma, którzy również wyprodukowali tę piosenkę. Space i Lady zostali przyjęci do studia w Los Angeles przez Martina do Interscope i Cherrytree Records Kierszenbaum wcześniej współpracował z Cowboyem i stworzyli wspólnie utwór „My Egyptian Lover”. Singiel został wydany w styczniu 2007 roku z gościnnym udziałem Nadii Oh. Oboje przygotowali wspólnie utwory „Christmas Tree” i „Starstruck”. Ostatni znalazł się na debiutowym albumie Gagi The Fame, nagrany został w studiu West Coast of the United States w USA. Pracę z Gagą skomentował Space:
„Zorientowaliśmy się, że dzielimy niemal takie same doświadczenie i robimy to samo po obu stronach Atlantyku. Potem zostałem zaproszony do studia, aby napisać kilka piosenek z Lady Gagą, zrobilismy „Christmas Tree” i „Starstruck”. Ona jest super-twórcza, ona jest niesamowita- najlepszy pisarz jakiego kiedykolwiek widziałem i najlepszy wykonawca”
– Space Cowboy (Space Cowboy Odyssey, wywiad z URB)

## Kompozycja
Piosenka jest wersją utworu „Deck the Halls”, zawiera tę samą melodię, ale inne słowa, bardziej podniecające. Zawiera elementy electropopu, dance-popu z użyciem syntezatorów, posiada wiele seksualnych podtekstów i metafor.

## Wydanie
„Christmas Tree” został wydany jako cyfrowa piosenka do pobrania od 16 grudnia 2008 r. przez Interscope Records, po pierwszym singlu Gagi „Just Dance”. Piosenka nie znalazła się na albumie The Fame. W grudniu 2009 roku była to jedna z piosenek do ściągnięcia za darmo z Amazon.com jako część „25 Days of Free”. Pierwsze dwadzieścia pięć osób piosenkę mogło pobrać za darmo. Utwór został udostępniony 6 grudnia. Kompozycja znalazła się na kilku składankach: kanadyjskiej NOW! Christmas 4, na Now That's What I Call Music, na tajwańskim albumie Christmas 101 oraz na składance It's Christmas Time. Wszystkie albumy zostały wydane na Boże Narodzenie w 2009 roku.

## Notowania
Singiel zadebiutował na 79 pozycji Canadian Hot 100 w styczniu 2009 roku. Piosenka na liście utrzymała się przez tydzień.

## Lista utworów i formaty singla
North American iTunes digital download
1. "Christmas Tree" (featuring Space Cowboy) – 2:22